# Blansko (distrito)
Blansko é um distrito da República Checa na região de Morávia do Sul, com uma área de 942 km² com uma população de 107702 habitantes (2002) e com uma densidade populacional de 114,33 hab/km².